# Alburnus schischkovi
Alburnus schischkovi es una especie de pez de la familia de los Cyprinidae en el orden de los Cypriniformes.

## Reproducción
Es ovíparo.

## Hábitat
Es un pez de agua dulce.

## Observaciones
Es inofensivo para los humanos.